# Шпорніц
Шпорніц (нім. Spornitz) — громада в Німеччині, розташована в землі Мекленбург-Передня Померанія. Входить до складу району Людвігслуст-Пархім. Складова частина об'єднання громад Пархімер-Умланд.
Площа — 48,81 км2. Населення становить 1217 ос. (станом на 31 грудня 2020).